# 더 웨이 홈
더 웨이 홈(영어: A Dog's Way Home)은 2019년 제작한 미국의 영화이다.

## 캐스트

### 주연
- 애슐리 쥬드 - 테리 역
- 웨스 스투디 - 캡틴 미카 역
- 에드워드 제임스 올모스 - 액슬 역
- 알렉산드라 쉽 - 올리비아 역

### 조연
- 조나 하우어-킹 - 루카스 역
- 패트릭 갤러거 - 테오 역
- 태미 길리스 - 리온 경관 역
- 브라이스 달라스 하워드 - 벨라 역 (목소리)
- 크리스 바우어 - 커치 역
- 베리 왓슨 - 개빈 역
- 모텔 긴 포스터 - 테일러 역
- 존 카시니 - 척 역
- 브라이언 마킨슨 - 건터 역
- 브로더스 매티슨 - 맥 역
- 롤랜드 보이스 - 드류 역
- 시저 드 레온 - 스티브 역
- 벤자민 라트너 - 겐 박사 역
- 다이시 로리 - 호세 역
- 루시아 월터스 - 로레타 역
- 크리스틴 와일스 - 레슬리 역
- 아리엘 툴리아오 - VA 접수 담당자 역
- 카밀 설리번 - 케넬의 글리니스 역